# 第16集団軍
第16集団軍（第16集团军）とは、かつて存在した中国人民解放軍陸軍の軍級部隊。乙類集団軍。瀋陽軍区に所属する。中朝国境地域の防衛を担当する。また、担当地域内には、対日戦用の第二砲兵の東風ミサイル発射基地も存在する。現在は第78集団軍に改編されている。

## 歴史
第16集団軍の前身は、晋冀魯豫軍区第1縦隊である。その中の第46師（現第46自動化歩兵師団）第136団の前身は、南昌起義、秋収起義を経て発展した紅第1軍団第2師第5団である。同部隊は、中央ソビエト区の防衛作戦中、中央革命軍事委員会により、「模範紅5団」の栄誉称号を授与された。
国共内戦時、楊得志、楊勇が第1縦隊司令を、蘇振華が政治委員を務めたため、「楊蘇縦隊」とも称され、華北の戦略機動部隊の役割を果たした。内戦時、第1縦隊は、山海から渡江に出撃し、貴州を解放する等、数多くの戦闘に参加した。
中華人民共和国建国後、第16軍は、朝鮮戦争に参加し、帰国後、東北部に駐屯した。元来、3個師団編制であったが、1980年代に1個師団が武警師に改編された。1980年代の軍縮時、乙類集団軍に編入された。1990年代、中ソ関係の緩和と国防戦略の南方転移に従い、東北部の重要性は低下していた。

## 編制
軍部（司令部）は、吉林省長春にあるとされている。
- 第46自動車化歩兵師団（吉林省長春）
- 第69自動車化歩兵師団（ハルビン）
- 第4装甲師団（吉林省梅河口）
- 第48自動車化歩兵旅団（吉林省通化）もと第11軍第32師団
- 第68自動車化歩兵旅団（チチハル）もと第25軍第73師団
- 第?機械化歩兵旅団（所在地不明）[1]
- 砲兵旅団（延辺朝鮮族自治州延吉）もと第10砲兵師団
- 防空旅団（長春朝陽区富鋒鎮）
- 第25工兵連隊（吉林省吉林）
- 通信連隊（吉林省長春）
- 教導大隊（吉林省遼源）
- 司訓大隊（吉林省吉林）

## 歴代軍長
| 職名 | 氏名   | 階級 | 在任期間               | 出身校 | 前職                 |
| ---- | ------ | ---- | ---------------------- | ------ | -------------------- |
| 軍長 | 范長龍 | 少将 | 1995年3月 - 2000年12月 |        | 中共中央党校の聴講生 |
| 軍長 | 侯継振 | 少将 |                        |        |                      |

| 職名     | 氏名   | 階級 | 在任期間 | 出身校 | 前職 |
| -------- | ------ | ---- | -------- | ------ | ---- |
| 政治委員 | 趙開増 | 少将 |          |        |      |

## 参照
1. ↑   IISS, The Military Balance 2013, Routledge,2013, p. 292